# Chihuahua (delstat)
 For alternative betydninger, se Chihuahua. (Se også artikler, som begynder med Chihuahua)
Chihuahua er en af de 31 delstater i Mexico, og den største med et areal på 244.938 km²; den ligger i den nordvestlige del af landet.  Størstedelen af delstaten er ørken, der er dog også områder med betydelig nedbør og grønne skove.  Faktisk har Chihuahua et større skovareal end nogen anden mexicansk delstat. ISO 3166-2-koden er MX-CHH.
Delstaten er navngivet efter sin hovedstad, Chihuahua. Navnets oprindelse kendes ikke med sikkerhed, men det er gammelt og stammer fra tiden før spaniernes ankomst, man mener at navnet er afledt af nahuatl-folkets ord xicuahua (tørt, sandet sted).
Chihuahuas nordlige grænse er primært Rio Bravo del Norte (Rio Grande) og Texas og New Mexico i USA.  Delstaterne Sonora og Sinaloa ligger mod vest, Durango mod syd og Coahuila mod øst.
I 1990 var der 2,5 millioner indbyggere i delstaten.  Den største by er ikke hovedstaden, Chihuahua, med 500.000 indbyggere, men Ciudad Juárez, med 800.000 indbyggere og måske det samme tal i de tilstødende forstæder (colonias). Hovedstaden blev grundlagt i 1709 af Don Antonio Deza y Ulloa.
Chihuahuas befolkning er overvejende mestizoer og kreoler, men der er også mange minioritetsgrupper såsom det indfødte tarahumara-folk i bjergegnene, foruden mange landsbyer med mennoniter af tysk oprindelse og mormonske bosættere af anglo-amerikansk oprindelse.
Chihuahua er kendt for sin produktion af æbler, nødder, tømmer, kvæg, mælkeprodukter, får og jernfrie metaller.  Der findes også store fabrikker ved den nordlige grænser, hvor eksportvarer samles.
Et af Chihuahua bedst kendte naturfænomener er Barranca del Cobre, Kobberkløften, et storslået system af kløfter, der kan måle sig med USA's Grand Canyon.
Chihuahua spillede en vigtig rolle i den mexicanske revolution, og var kamppladsen for de revolutionære styrker anført af Pancho Villa og de føderale styrker.

## Ekstern henvisning
- Wikimedia Commons har flere filer relateret til Chihuahua (delstat)
- Delstatens websted